# 鱒浦車站
鱒浦車站（日语：／ Masuura eki */?）是一由北海道旅客鐵道（JR北海道）所經營的鐵路車站，位於日本北海道網走市境內，是釧網本線沿線的一個無人車站。鱒浦車站隸屬JR北海道釧路支社管轄範圍，由知床斜里車站管理。

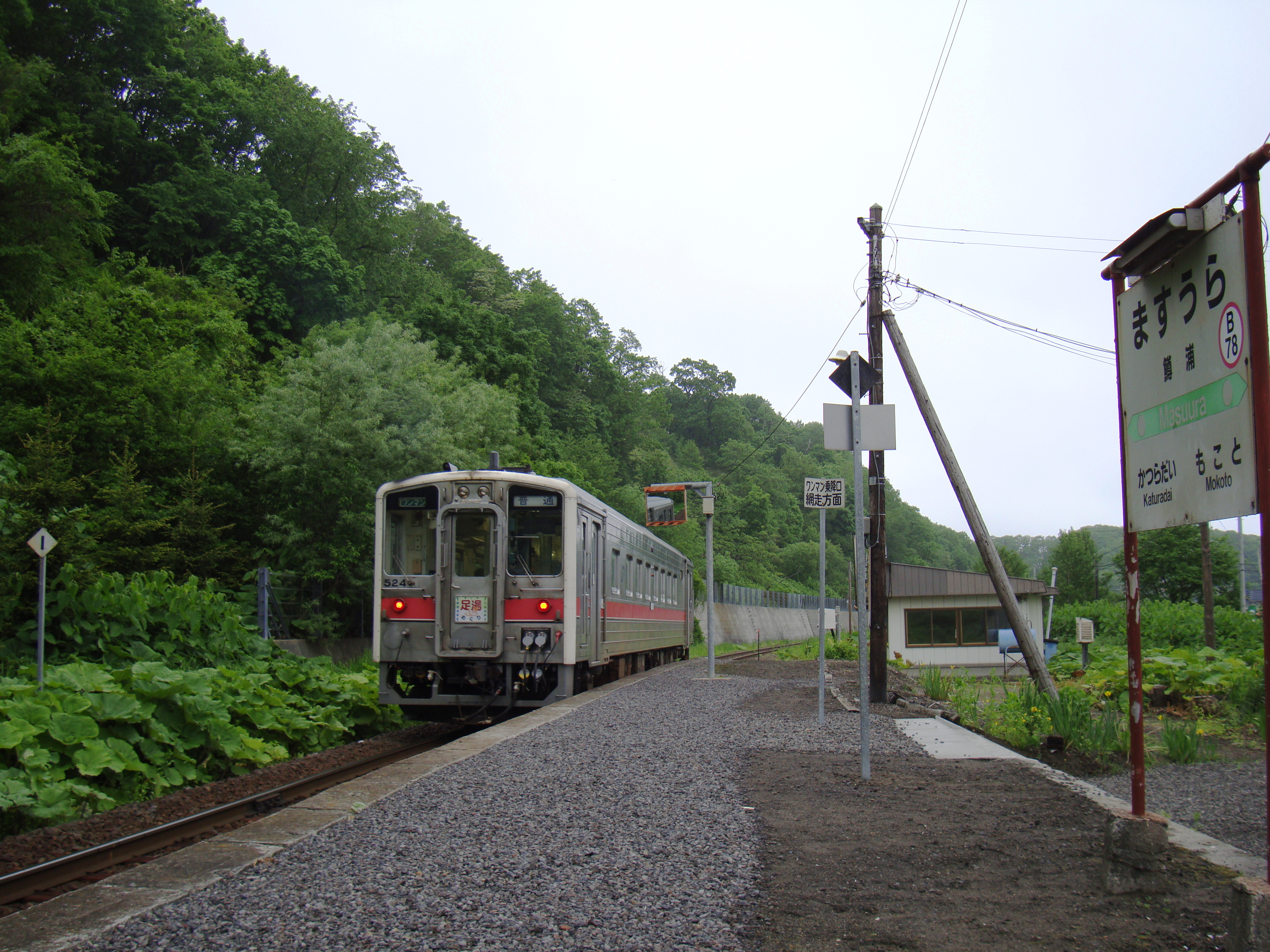
車站月台

## 簡介
由於鱒浦車站附近的海域在過去是愛奴人捕獵鱒魚的漁場，因此根據這源由將地名命名為鱒浦，進而成為車站的站名。
鱒浦車站鄰近海岸線，在車站月台上即可直接眺望到鄂霍次克海。在過去附近的海岸線上設有海水浴場，但因水質的惡化與沙灘受到侵蝕的緣故，已於1997年關閉停用。今日車站周圍的山坡上分佈有面積不小的住宅區，使此路段的釧網本線成為市郊連往網走市區的通勤動線。

## 歷史
- 1924年（大正13年）11月15日 - 以國有鐵道車站身份開始營業，屬一般車站等級。
- 1932年（昭和7年）12月1日 - 配合網走車站的搬遷本站與網走之間進行改線工程，營業里程也因此配合修改。
- 1960年（昭和35年）10月25日 - 停辦貨運及行李托運服務。
- 1963年（昭和38年）4月1日 - 車站業務委託化。
- 1966年（昭和41年）9月1日 - 車站無人化。
- 1987年（昭和62年）4月1日 - 國鐵分割民營化後，由JR北海道繼承。

## 車站周邊
- 國道244號
- 鱒浦郵政局
- 網走市立南小學
- 北海道立網走水產試驗場
- 日本白色農場知床食品工廠（日本火腿關係企業）
- 網走巴士、網走觀光交通「鱒浦車站前」車站

## 相鄰車站
北海道旅客鉄道（JR北海道）
■釧網本線
快速「知床」、普通
桂台（B79）－鱒浦（B78）－藻琴（B77）

## 外部連結
- （日語）JR北海道 – 鱒浦車站 （页面存档备份，存于）
- （日語）全驛參觀之旅 （页面存档备份，存于）